# 貝策爾灣
貝策爾灣（英語：Betzel Cove），是南極洲的海灣，位於葛拉漢地，處於德里姆島東北面的懷利灣，以國家科學基金會海洋項目經理命名，現時由南極條約體系管理。